# Domien Camiel De Rop

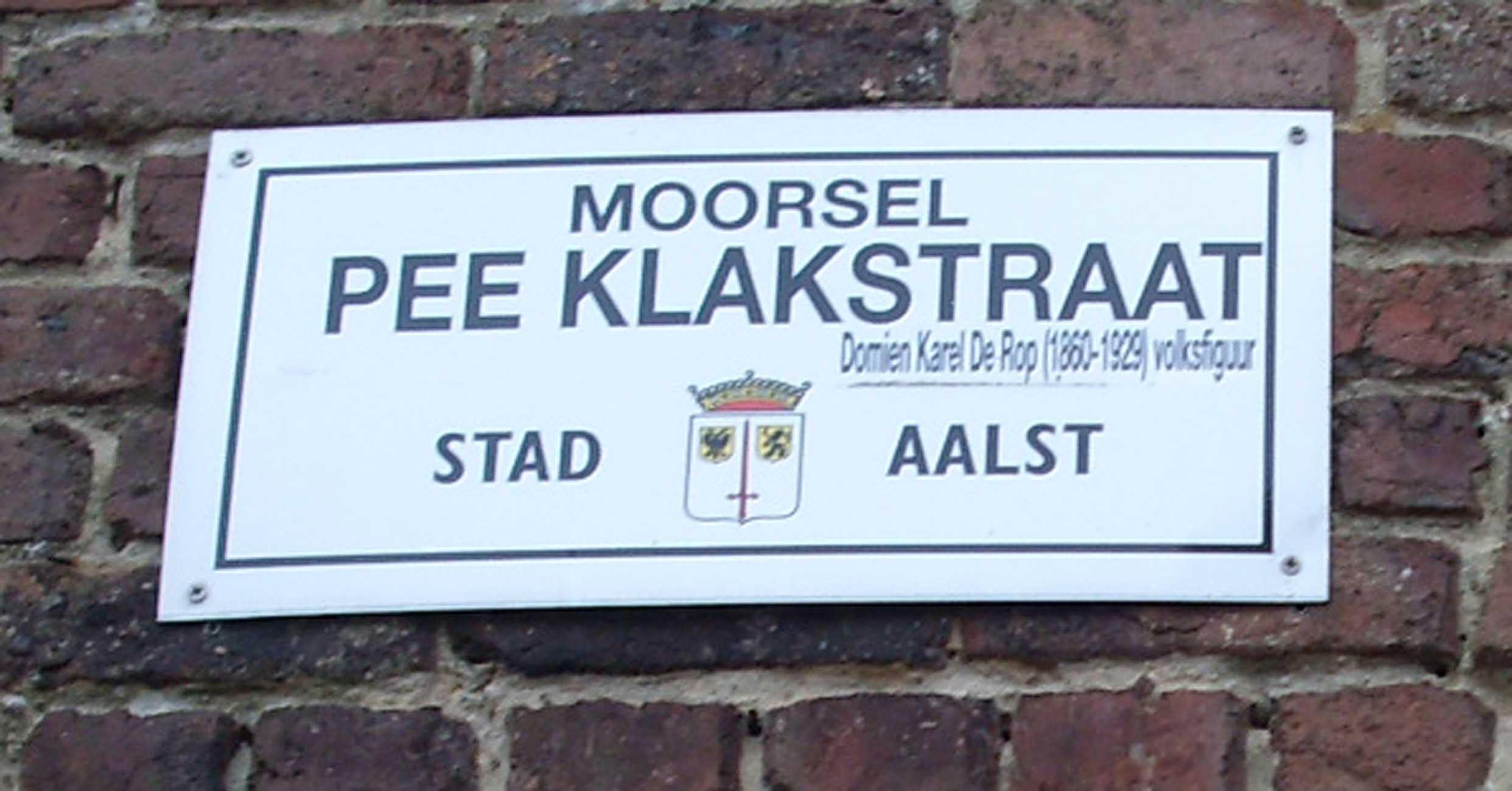
De Rop kreeg zelfs een straat naar hem genoemd.

Domien Camiel De Rop (Moorsel (Aalst), 7 april 1860 - aldaar, 30 april 1929) was een volksfiguur geboren in de wijk Steven. Domien kreeg de bijnaam "Pee Klak" vanwege zijn pet die schuin op zijn hoofd stond. Hij was een mager persoon, bezat niet veel geld en kreeg daardoor kledij geschonken van andere mensen. Hij had ook een vinnig kijkend rechteroog en een bijna dichtgeknepen linkeroog. De stevige snor op zijn gelaat leek de richting van zijn scheve pet te volgen. Rond zijn hals droeg Pee meestal een stevige sjaal.

## Biografie
Domien Camiel De Rop werd geboren in de Moorselse wijk Steven. Tot aan de dood van zijn moeder in 1914 zou Pee Klak er blijven wonen. Het gezin leefde er in een klein lemen huisje, dat door een gracht van de straat werd gescheiden. Voor de deur lag een bruggetje dat door de dronken Pee weleens werd vergeten. De vader van Pee, Soo De Rop, overleed snel en liet een groot gezin na. In het boek Pee Klak van Ben Putteman lazen wij dat Pee Klak tot aan zijn eerste communie naar de gemeenteschool ging. Pee bleek heel regelmatig aanwezig te zijn op de lering, deze bereidde de kinderen in die jaren voor op hun enige communie van 11 jaar.
Na zijn schooltijd ging Pee aan de slag als leurder. Op die manier probeerde hij als jonge knaap in zijn onderhoud te voorzien. Zijn kleine hondenkar werd getrokken door een paar magere en onverzorgde honden. Pee Klak dreef handel in worsten, haring, zalven en ook geneeskrachtige kruiden. De fabrikanten van die zalven waren Pee en zijn moeder. Pee ziet zich op bepaalde ogenblikken als genezer, dit feit zal meer dan eens aanleiding geweest zijn tot het oplichten en foppen van goedgelovige mensen. In het boek vernemen we dat Pee vooral in het Brusselse en in Opwijk zijn geld verdiende. Pee Klak was een echte volksmens en beschikte over een heel gevarieerde woordenschat. Het blijkt dat heel wat Moorselaars het liever niet willen hebben over de eigenaardige "klap" van hun dorpsgenoot.
Na de dood van moeder verhuisde Pee naar de Kattestraat. Deze straat ligt in de nabijheid van het waterkasteel. Pee Klak leefde er in een kleine woning en had zijn leurhandel nagenoeg opgegeven. Het spreekt vanzelf dat Pee hierdoor nog meer in de penarie geraakte en zijn buren hem meer dan ooit moesten helpen, anders zou hij zeker van honger gestorven zijn. Op een bepaald moment veroorzaakte het dan ook heel wat sensatie in Moorsel als Pee meetrok naar Frankrijk om er de zware seizoensarbeid te gaan doen.
Op 8 juli 1921 huwde Pee Klak met Clementina Colpaert (Outer, 29 april 1882 - ). Zij was afkomstig van Outer bij Ninove en was bovendien een ongehuwde moeder van een jongetje. Zij woonde eigenlijk te Namen. Hoe Pee Klak haar aan de haak geslagen heeft, is in Moorsel een raadsel gebleven.
Er zijn inwoners van Moorsel die zelfs beweren dat Pee Klak een huwelijksaankondiging in de krant zou hebben geplaatst. Het is zeker dat Clementina en haar zoon Franske niet veel geluk en liefde bij Pee Klak gevonden hebben. De mensen zagen de drie personen in elk geval niet veel met de hondenkar. Het bleek dat Franske en zijn moeder vrij snel uit Moorsel verdwenen zijn, zij keerden terug naar Ophin.
Pee Klak woonde ondertussen alleen in zijn arme zielige huisje aan de Kattestraat. In die tijd zocht hij meer dan eens zijn geluk in het bier en raakte hij beschonken. Het verwonderde dan ook niemand dat Pee op een morgen dood werd aangetroffen in de omgeving van zijn woning op 30 april 1929.

## Pee Klakbier
Pee Klak is niet alleen bekend als volksfiguur maar ook als bier. Pee Klakbier is een bier dat gemaakt wordt door Brouwerij Strubbe uit Ichtegem een dorpje in West-Vlaanderen. Er zijn twee Pee Klakbieren: een donker (amberkleurig) en een licht bier. Beide zijn bieren met een alcoholgehalte van 5,4%.